# Kombinationslås

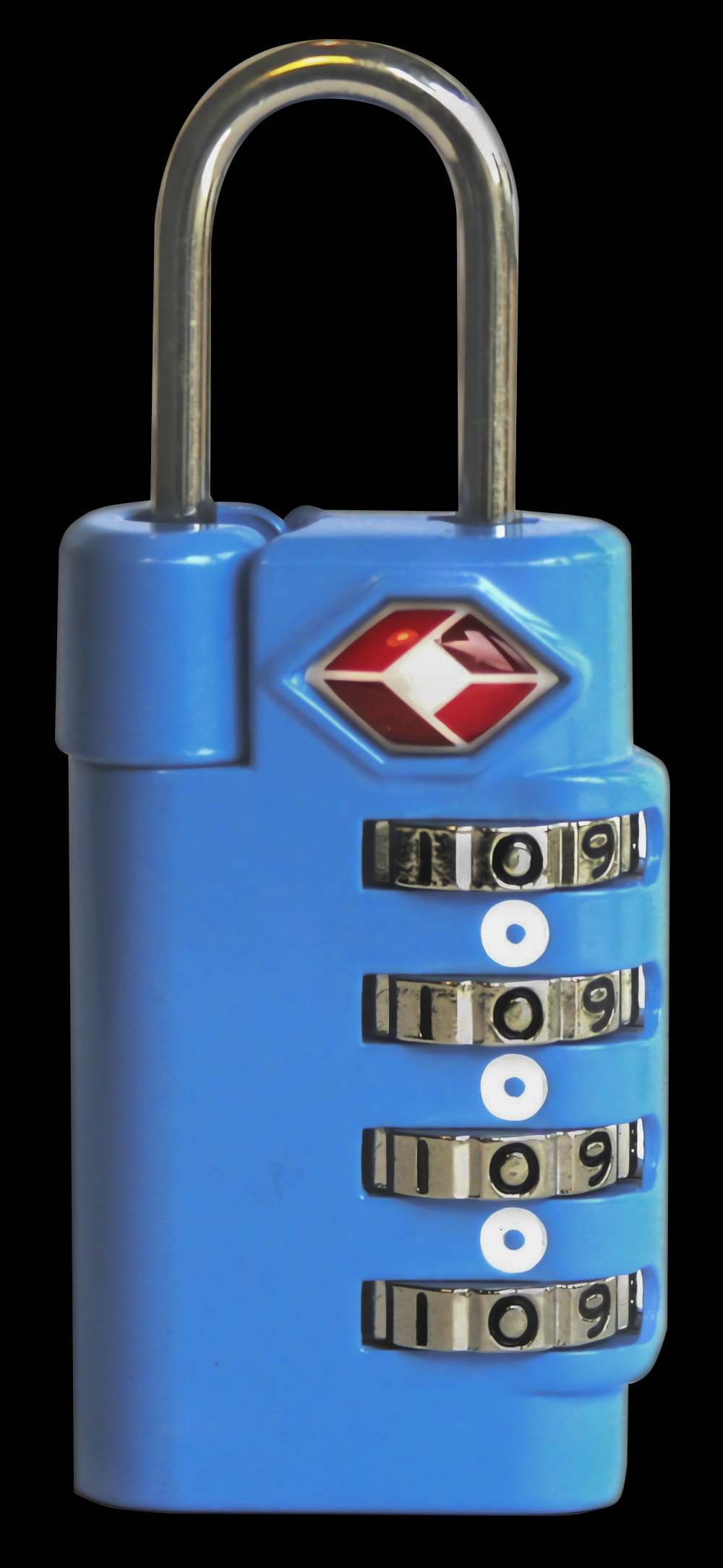
Enkelt kombinationslås

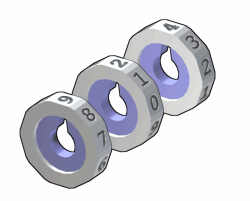
Sprängskiss av ett kombinationslås med flera hjul. Insidan av hjulen har ett urtag vars placering korresponderar med siffran angiven på utsidan av hjulet. I det här fallet är kombinationen som krävs för att öppna låset 9-2-4.

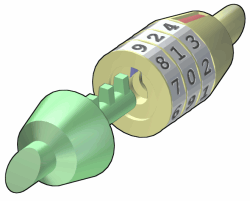
Hjulen finns på den ena sidan av låset, medan den andra sidan har ett stycke med tänder.

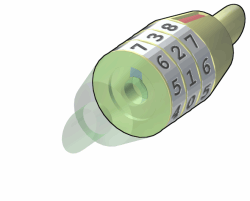
När det tandade stycket sätts in i låset, och hjulen vrids till en inkorrekt kombination, förhindrar hjulens insidor stycket från att dras ut.

Kombinationslås är en typ av lås som bara går att öppna om man ställer in den rätta sekvensen av siffror. Sifferkombinationen för att öppna låset ställs in, antingen genom ett antal separata hjul märkta med siffror, eller med ett ensamt hjul som snurras fram och tillbaka efter ett visst system. Den första typen återfinns ofta på attachéväskor, hänglås och på kabellås till cyklar. Vid den senare typen, som används i mer kvalificerade fall, snurras hjulet ett föreskrivet antal varv, först åt ena hållet med stopp vid det första kodtalet (0…100). Sedan snurras hjulet samma antal varv minus ett, åt det andra hållet med stopp vid ett nytt kodtal. Förfarandet upprepas växelvis medurs och moturs, med ett varv mindre vid varje omgång, varje gång med stopp vid nya kodtal, där rotationsriktrningen växlas. Sista omgången återstår bara mindre än ett varv, och man vrider till slutet av skalan, då en spärr öppnas som frigör den egentliga låsmekanismen. Med ett särskilt handtag kan man så påverka de kolvar, som låser dörren mot karmen. När kolvarna är tillbakadragna kan dörren till säkerhetsutrymmet (ett skåp eller ett valv) öppnas. När högsta säkerhet krävs används många låskolvar, som fördelas runt om på dörrens olika kanter.
I en variant öppnar kombinationslåset bara en lucka över ett nyckelhål. För tillträde till säkerhetsutrymmet krävs alltså såväl kännedom om den rätta koden för kombinationslåset som tillgång till den rätta nyckeln. Vid kvalificerade säkerhetsfall krävs två personer för att få upp dörren: Den ene känner till koden, men har inte nyckel. Den andre har nyckel, men ska inte känna till den hemliga kombinationslåskoden. Nyckeln är utförd med många "taggar" med många avsatslägen för taggarna för att försvåra uppdyrkning av låset. De två personerna vaktar varandra så att allt går tillbörligt till.

## Utförande
De allra enklaste kombinationslåsen öppnas med en fast kod, som väljes vid tillverkningen i fabriken och sedan inte kan ändras.
Mera påkostade kombinationslås kan ställas in för godtycklig kod, som väljs av användaren. Omställning av koden kan endast göras när låset är öppet. Ska man ändra kod, måste man alltså först, med kännedom om den gamla koden, öppna låset innan den nya koden kan ställas in.
Ibland krävs ett speciellt verktyg, innan koden kan ändras. I enkla fall, t.ex. attacheväskor räcker det att man trycker på en knapp e d vid kanten på låset, när koden ändras. I låst läge är knappen eller motsvarande verkningslös.
I kvalificerade fall, t.ex. bankvalv, krävs det särskilda nycklar för att öppna lås på insidan av dörren, innan man kan komma åt mekanismen för omställning av koden.